# Anton Hilckman

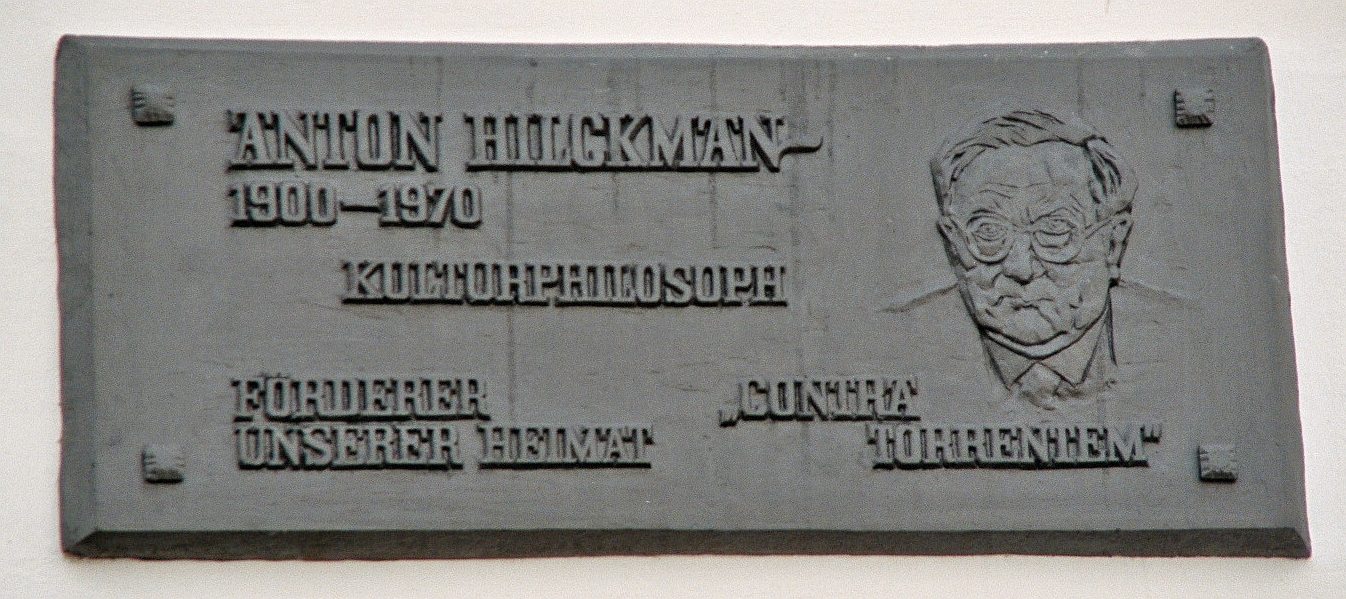
Gedenktafel mit Bildnis Anton Hilckmans an seinem Geburtshaus in Bevergern

Anton Joseph Maria Hilckman (* 4. März 1900 in Bevergern (seit 1975 Teil der Stadt Hörstel); † 25. Januar 1970 in Mainz) war ein deutscher Volkskundler, Gegner des Nationalsozialismus, KZ-Überlebender und von 1946 bis 1968 Professor für Vergleichende Kulturwissenschaft an der Johannes Gutenberg-Universität Mainz.

## Leben und Wirken

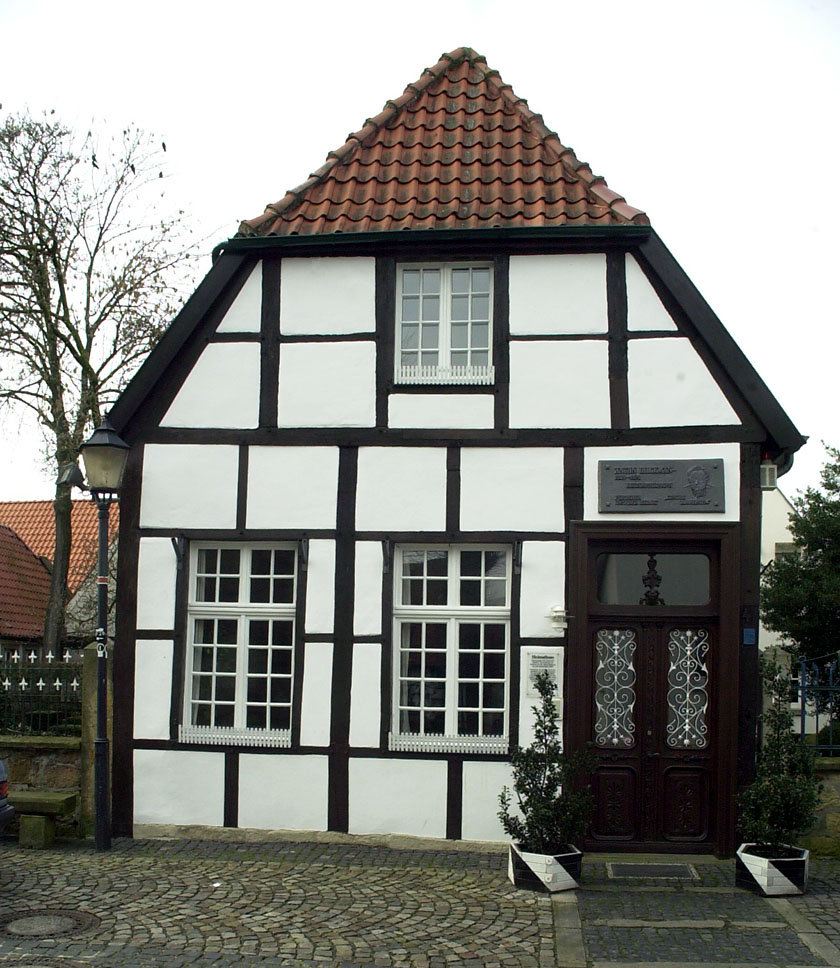
Das Haus Hilckman, Geburtshaus von Anton Hilckman und seit 1966 Heimathaus Bevergern

Anton Hilckman wuchs als einziges Kind der Kaufleute August und Antonie Hilckmann in Bevergern auf. Er besuchte von 1911 bis 1918 das Gymnasium Dionysianum in Rheine und studierte nach dem Abitur Nationalökonomie in Münster und Freiburg im Breisgau, wo er 1921 zum Doktor der Staatswissenschaften promovierte. In der Folge war er vor allem als Publizist und Privatgelehrter tätig, studierte aber auch in Münster und Mailand weiter in den Fächern Mathematik, Naturwissenschaften, Geschichte und Philosophie, um 1936 ein zweites Mal an der Universität Mailand an der Università Cattolica del Sacro Cuore über Feliks Koneczny in Philosophie zu promovieren. Bei seiner späteren Arbeit zur Methode und Systematik der Kulturwissenschaft stützte er sich auf Konecznys Werk.
In der Zwischenkriegszeit publizierte Hilckmann in philosophisch-theologischen Fachzeitschriften in Europa, in Deutschland unter anderem im Hochland, in der Allgemeinen Rundschau und im Philosophischen Jahrbuch. Als föderalistisch geprägter Katholik kritisierte Hilckmann den Nationalismus. Er lehnte den Nationalsozialismus als „engstirnigste, nationalistische Radauhetze“ und eine „äußerlich bajuvarisierte teuto-borussische Barbarei“ ab, begrüßte aber den italienischen Faschismus im Sinne einer „christlichen Wiedergeburt Italiens“. Mit seinem Aufsatz Probleme des Panfaschismus: Ist der deutsche Faschismus antirömisch? (1931) löste er eine publizistische Auseinandersetzung zwischen Nationalsozialisten und Faschisten aus.
Nach der nationalsozialistischen „Machtergreifung“ wurde Hilckmann von der Gestapo überwacht. Er ließ sich ab 1935 teilweise im italienischen Nuovi Liguore nieder. Nach einer privaten Denunziation wurde er 1940 in Salzburg verhaftet. Er war bereits Ziel einer Kampagne, in der ihm wegen Artikeln aus den 1920er-Jahren Landesverrat vorgeworfen wurde, nachdem sich der aus Bevergern stammende SA-Chef Viktor Lutze beim Reichsministerium für Wissenschaft, Erziehung und Volksbildung über ihn beschwert hatte. Gegenüber einem Handwerker soll sich Hilckmann außerdem mehrfach abfällig über das NS-Regime geäußert haben. Am 16. April 1941 wurde er vom Sondergericht Bielefeld wegen Verstosses gegen das „Heimtückegesetz“ zu drei Jahren  Gefängnis verurteilt. Auch wurde ihm 1942 von der Universität Freiburg der Doktortitel aberkannt. Nach drei Jahren Gefangenschaft und Odyssee durch wechselnde Gefängnisse wurde Anton Hilckman im April 1943 in das Konzentrationslager Sachsenhausen, am 6. Februar 1945 in das Konzentrationslager Buchenwald und von dort 11 Tage später in das Außenlager KZ Langenstein-Zwieberge nahe Halberstadt verbracht, wo er sich wie H. G. Adler, Ivan Ivanji u. a. vor den Todesmärschen versteckten konnte und am 11. April befreit wurde.
1946 erfolgte Anton Hilckmans Ernennung zum außerordentlichen Professor und Ordinarius für Vergleichende Kulturwissenschaft an der Johannes-Gutenberg-Universität in Mainz. Es war das erste Institut für diese Disziplin in Deutschland überhaupt. Um für die Wissenschaft der Kulturen ein publizistisches Forum zu schaffen, begründete Hilckman 1967 die Schriftenreihe Archiv für Vergleichende Kulturwissenschaft, in der vorzugsweise geschichtsphilosophische und kulturwissenschaftliche Beiträge erschienen.
Insgesamt erschienen von Hilckman fast 400 Publikationen, die in 16 verschiedenen Sprachen veröffentlicht wurden.
1964 schenkte Hilckman sein Geburtshaus der Stadt Bevergern mit der Maßgabe, dass es der Pflege des Heimatgedankens und der geschichtlichen Erinnerung dienen sollte. Der Heimatverein Bevergern setzte diesen Gedanken um und richtete in dem Haus ein Museum über die örtliche Geschichte ein. Dieses heutige Heimathaus Bevergern wurde 1966 anlässlich des 600-jährigen Stadtjubiläums eingeweiht. Im Jahr 2006 wurde zu Ehren Hilckmans in Bevergern eine Straße nach ihm benannt („Anton-Hilckman-Straße“).
1967 wurde Hilckman mit dem Rottendorf-Preis für Verdienste um die niederdeutsche Sprache ausgezeichnet.

## Schriften (Auswahl)
- Vom Sinn des Glückes / Prosper Adam, Freiburg im Breisgau 1947.
- Orient et Occident. Une Philosophie de l'histoire [alias J.M.Antoine], La Vie Intelectuelle, 1948.
- Frankreich gestern und heute, Freiburg im Breisgau 1951.
- Feliks Koneczny und die vergleichende Kulturwissenschaft, Saeculum, Jg. 3, 1952.
- zusammen mit Albert Freude: Bevergern in Vergangenheit und Gegenwart, Münster 1952.
- Une philosophie de l'histoire inductive: expose de la doctrine de Feliks Koneczny, Actes du XI-me Congrès International de Philosophie, vol. 8, 1953.
- Vom Sinn der Freiheit und andere Essays. Gedanken über Sinn und Ziel des Menschseins in Leben und Geschichte, Trier 1959.
- Über politische Bildung und politische Mündigkeit, Bonn 1961.
- Die Wissenschaft von den Kulturen. Ihre Bedeutung und ihre Aufgaben. Gesammelte Aufsätze und Vorträge, Meisenheim am Glan 1967.
- Sollen die niederdeutschen Dialekte sterben?, Berlin-Grunewald 1967.